# Windmühle (Arnoltice)

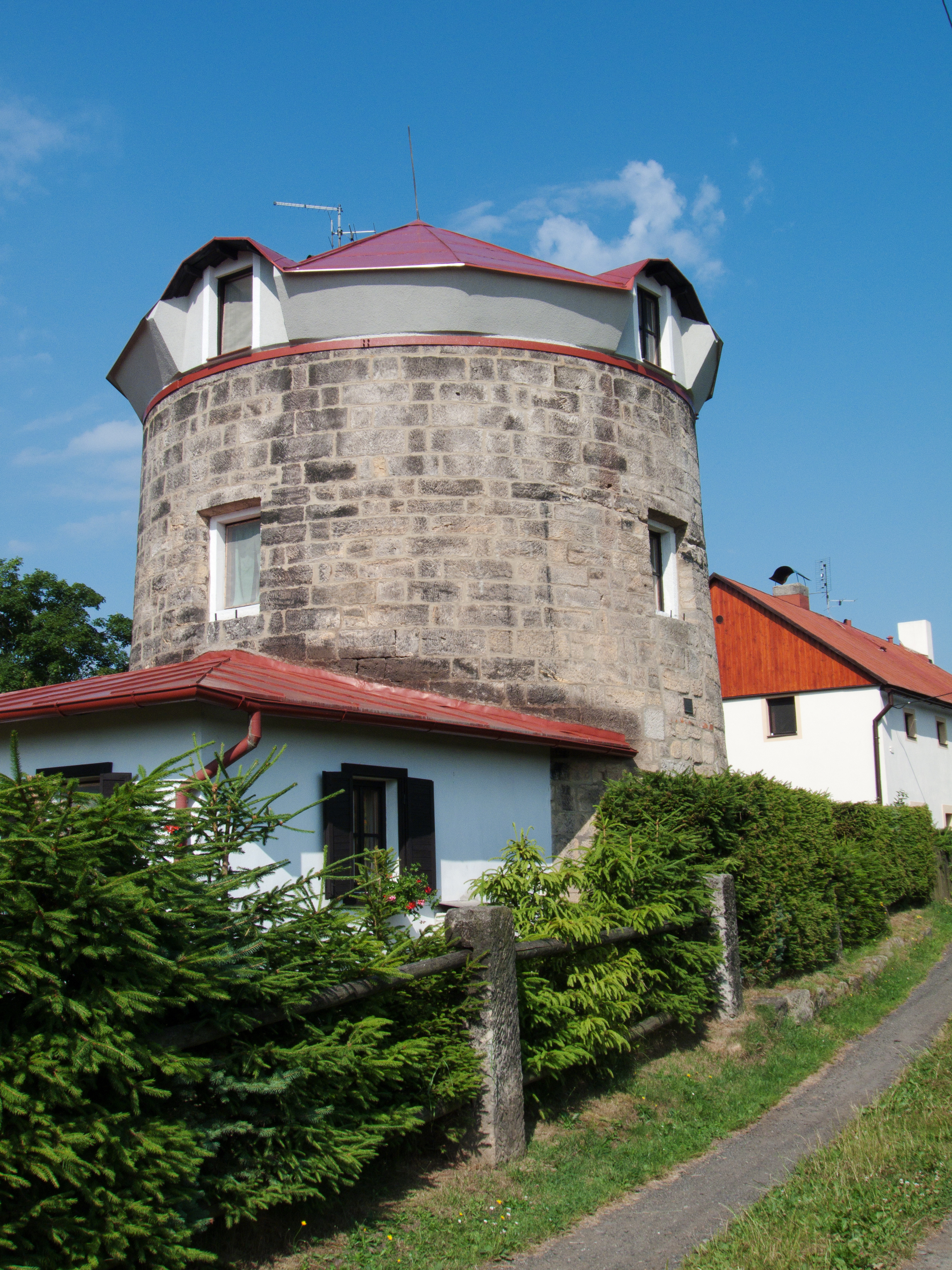
Windmühle in Arnoltice

Die Windmühle in Arnoltice (deutsch Arnsdorf), einer tschechischen Gemeinde im Okres Děčín in der Region Ústecký kraj, wurde 1830 errichtet. Die Windmühle, am südwestlichen Rand des Ortes am Weg nach Jonsdorf (Janov) gelegen, ist ein geschütztes Kulturdenkmal.
Die ehemalige Holländerwindmühle wurde zu einem Wohnhaus umgebaut.